# Eduard Poschinger von Frauenau

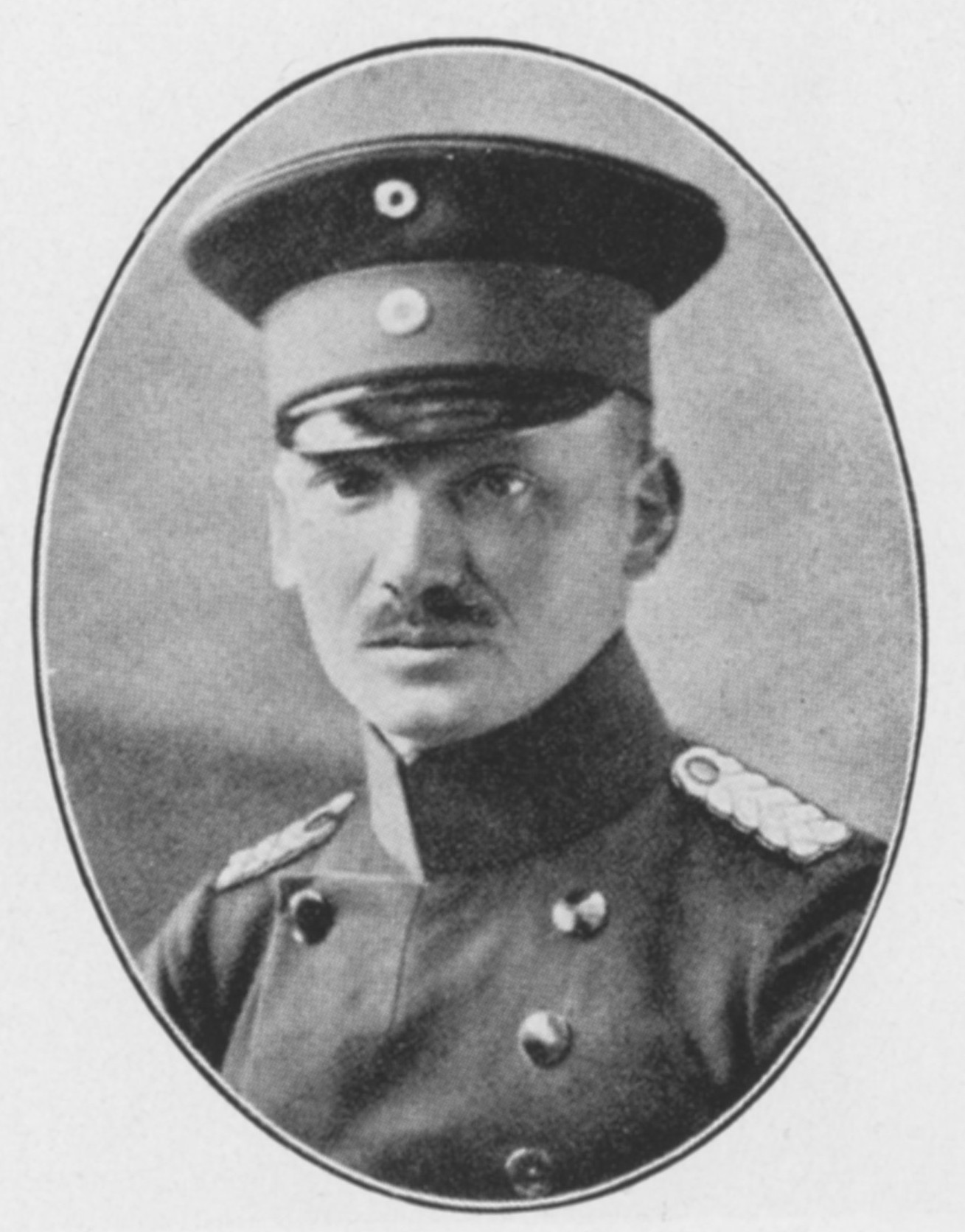
Eduard Poschinger von Frauenau

Eduard Georg Benedikt Ritter und Edler von Poschinger, ab 1901 Freiherr Poschinger von Frauenau (* 14. Dezember 1869 in München; † 27. November 1942 ebenda), war ein bayerischer Offizier, Fabrikant und Reichsrat. 

## Leben
Eduard Georg Benedikt Poschinger entstammte der alten bayerischen Familie Poschinger, deren Stammlinie mit Joachim Poschinger (1523–1599), Gutsherr auf Zwieselau (Landkreis Regen) im Bayerischen Wald, beginnt und die 1140 erstmals urkundlich genannt wird.
Sein Vater Eduard Ferdinand Poschinger von Frauenau erbte, nach dem Tode dessen Bruders Georg Benedikt II. von Poschinger im Jahre 1900, den Frauenauer Besitz. Das Fideikommiss wurde 1901, mit Vorbehalt der Verwaltung, an Eduard Georg Benedikt Poschinger übertragen. Den erblichen Sitz der Poschinger Stammlinie im Reichsrat hatte er ab 1901 bis zum Ende der Monarchie inne.
Poschinger trat nach dem Besuch der Kgl. Pagerie und dem Abitur 1889 am Wilhelmsgymnasium München in den Militärdienst im 1. Ulanen-Regiment ein. 1901 ging er erst zur Bayer. Gesandtschaft nach Wien, danach (1902) wurde er Attaché und kurz darauf Geschäftsträger der Gesandtschaft in Dresden.
Am 15. Mai 1902 heiratete er in Königstetten Elisabeth Gräfin von Bray-Steinburg (1877–1959), die Tochter des Diplomaten Hippolyt von Bray-Steinburg.
1904 kehrte er in den Militärdienst im 1. und später im 2. Ulanen-Regiment  zurück. Von 1914 bis 1915 war er Kommandeur des 2. Chevaulegers-Regiments „Taxis“. Nach schwerer Verwundung übernahm er 1916 die Leitung seines Gutes und war nebenbei bis 1918 als Kriegsberichterstatter des III. Armee-Korps tätig. Die vormals an Isidor Gistl verpachtete Glasfabrik leitete er ab 1924.

## Kinder
- Sophie-Anna (1903–1957)
- Josef (1905–1905)
- Bathildis (1906–1978)
- Hippolyt (1908–1990), bayerischer Senatspräsident, Gutsherr auf Frauenau und Moosau
- Adalbert (1912–2001), Unternehmer und Politiker